# Amblyptilia
Amblyptilia là một chi bướm đêm thuộc họ Pterophoridae.

## Các loài
- Amblyptilia acanthadactyla (Hübner, 1813)
- Amblyptilia acanthadactyloides
- Amblyptilia aeolodes
- Amblyptilia atrodactyla
- Amblyptilia bowmani
- Amblyptilia clavata
- Amblyptilia deprivatalis
- Amblyptilia direptalis
- Amblyptilia epotis
- Amblyptilia falcatalis
- Amblyptilia fibigeri
- Amblyptilia forcipata
- Amblyptilia galactostacta
- Amblyptilia grisea
- Amblyptilia hebeata
- Amblyptilia heliastis
- Amblyptilia incerta
- Amblyptilia iriana
- Amblyptilia japonica
- Amblyptilia kosteri
- Amblyptilia landryi
- Amblyptilia lithoxesta
- Amblyptilia pica
- Amblyptilia punctidactyla
- Amblyptilia punoica
- Amblyptilia repletalis
- Amblyptilia scutellaris
- Amblyptilia shirozui
- Amblyptilia skoui
- Amblyptilia viettei
- Amblyptilia zhdankoi